# Палеогідрогеохімія
Палеогідрогеохімія (рос. палеогидрогеохимия, англ. paleohydrogeochemistry, нім. Paläohydrogeochemie f ) – розділ гідрогеохімії, що вивчає древні процеси формування та еволюції хімічного складу підземних вод, а також участь останніх в утворенні і руйнуванні родовищ корисних копалин.